# Det Sundhedsvidenskabelige Fakultet (Aalborg Universitet)
 For alternative betydninger, se Det Sundhedsvidenskabelige Fakultet (flertydig). (Se også artikler, som begynder med Det Sundhedsvidenskabelige Fakultet)
Det Sundhedsvidenskabelige Fakultet er et af fem fakulteter på Aalborg Universitet; det blev oprettet 1. september 2010 og er dermed det yngste af fakulteterne. Det består af to institutter, hvor forskningen er forankret, og er dermed tillige det mindste fakultet.
Fakultetet ledes af en ledelsesgruppe bestående af en dekan, en prodekan for forskning hhv. uddannelse, samt de to institutledere.

## Institutter
- Institut for Medicin og Sundhedsteknologi
- Klinisk Institut